# أحمد محمد الحوفي
أحمد محمد الحوفي ( ولد عام 1910 بدمنهور، توفي عام 1983 ) كان كاتبًا وخبيرًا مصريًّا في الدراسات الأدبية.

## السيرة الذاتية
هو من أبرز أساتذة الإعلام في مجال الدراسات الأدبية واللغوية الذين شاركوا مشاركة فعالة في توطيد دعائم الصرح الثقافى العربى الإسلامى في ربط الأمة العربية بعضها ببعض بمؤلفاته ومقالاته ومحاضراته كما أن كثيراً من الهيئات الأدبية أشركته في عضويتها و لجانها ومؤتمراتها ومحافلها، كما حرصت جامعات مصر والأمة العربية على الانتفاع بعلمه وخبرته فاختارته أستاذاً معاراً وأستاذاً زائراً ومشرفا على عشرات من رسائل الماجستير والدكتوراه كذلك كتب في المجلات الأدبية المتنوعة في مصر والعالم العربى في موضوعات شتى واستعانت به الإذاعة والتليفزيون في كثير من البرامج الأدبية والثقافية.
حصل الحوفى على رسالة الدكتوراة من جامعة القاهرة. حصل على جائزة الدولة التقديرية عام 1983 وأيضًا وسام الاستحقاق.
عمل مدرسًا في الفترة من 1936 إلى 1948، ثم عمل كأستاذ بكلية العلوم بجامعة القاهرة وجامعة عين شمس وجامعة الأزهر والمنظمة العربية للتربية والثقافة والعلوم.
في حياته كلها كان عضو لمجمع اللغة العربية بالقاهرة منذ عام 1975، عضو اتحاد الكتاب، وأيضا عضو بمجلس الشورى، عضو في اللجنة الدائمة لترقية مشاركات الأساتذة.
توفى بعد صراع طويل مع المرض بعد شهرين عام 1983.

## مؤلفاته وأبحاثه
1. وطنية شوقى.
2. الإسلام في شعر شوقى.
3. من أخلاق النبى.
4. مع القرآن الكريم (جزئين).
5. لماذا عدد النبي زوجاته .
6. الفكاهة في الأدب.
7. الحياة العربية من العصر الجاهلي.[6]
8. الغزل في العصر الجاهلي[7]
9. المرأة في الشعر الجاهلي[8]
10. أغاني الطبيعة في الشعر الجاهلي.
11. سماحة الإسلام.
12. أدب السياسة في العصر الأموي.
13. سوسن: قصة مصرية.
14. مع ابن خلدون.
15. التيارات المذهبية بين العرب والفرس.
16. المثل السائر لابن الأثير.
17. الطبري.
18. فن الخطابة.
19. البطولة والأبطال.
20. بطولة وبطل.[9]

## وصلات خارجية
- أحمد محمد الحوفي في موسوعة المعرفة.